# فرانتس ششنر
فرانتس ششنر (آلمانی: Franz Schachner؛ زادهٔ ۲۰ ژوئیهٔ ۱۹۵۰) لژسوار اهل اتریش است.